# Ervedosa (Vinhais)
Ervedosa est un village de la municipalité de Vinhais (Trás-os-Montes, nord du Portugal). C'est le chef lieu de la freguesia d'Ervedosa (30,98 km2, 331 habitants en 2021), qui comprend aussi les villages de Soutilha et Falgueiras.